# Heloderma
Heloderma is een geslacht van hagedissen uit de familie korsthagedissen of Helodermatidae. 
De wetenschappelijke naam van de groep werd voor het eerst voorgesteld door Arend Friedrich August Wiegmann in 1829.
Er zijn twee soorten, die voorkomen in Noord- en Midden-Amerika; de Verenigde Staten, Mexico en Guatemala.

## Soorten
Het geslacht omvat de volgende soorten, met de auteur en het verspreidingsgebied.
| Naam                                         | Auteur         | Verspreidingsgebied      |
| -------------------------------------------- | -------------- | ------------------------ |
| Gilamonster (Heloderma suspectum)            | Cope, 1869     | Mexico, Verenigde Staten |
| Mexicaanse korsthagedis (Heloderma horridum) | Wiegmann, 1829 | Guatemala, Mexico        |